# Expanzní nádoba

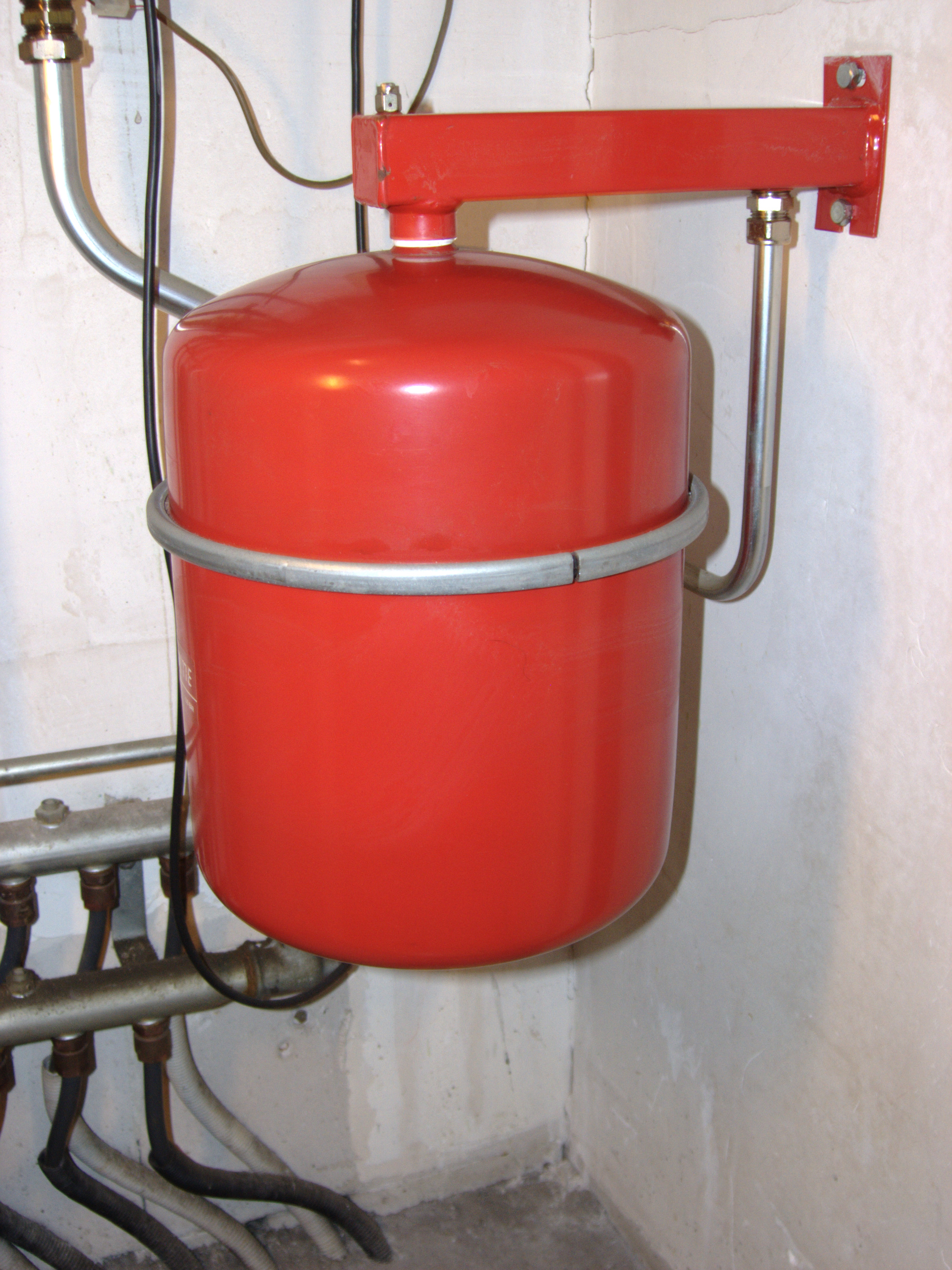
Uzavřená expanzní nádoba, běžná u většiny topných okruhů.

Expanzní nádoba zachycuje změny objemu vody v soustavě způsobené změnou teploty (zabraňuje tím zvětšení tlaku v soustavě). Udržuje přetlak v soustavě v požadovaných mezích. Voda se rozpíná díky objemové roztažnosti.

## Otevřená expanzní nádoba
je otevřená nádoba která je umístěna v dostatečné výšce nad nejvyšším bodem potrubní sítě (nejčastěji na půdě).
- spojena s atmosférou (teplota přívodu do 95 °C, aby nedocházelo k varu)
- v současnosti se téměř nepoužívá
- v případě izolačně nechráněném půdním prostoru může docházet k zamrzání
- otevřená hladina vody umožňuje odpařování otopné vody → doplňování v průběhu otopného období
- do systému se dostává rozpuštěný kyslík → kyslík reaguje s kovovými materiály otopné soustavy a vzniká koroze potrubí a dalších prvků otopné soustavy.

## Uzavřená expanzní nádoba
Umístění:
- na vratném potrubí, čerpadlo na přívodu → lepší rozložení tlaku v soustavě, většina soustavy je v přetlaku
- Expanzní nádoba je na přívodu, mezi kotlem a čerpadlem – rozložení tlaků je dobré, ale membrána expanzní nádoby je namáhána teplotou přívodu. Expanzní nádoba se umisťuje v prostoru kotelny co nejblíže ke kotli, dle velikosti je zavěšená, nebo stojatá.

Druhy:
- expanzní nádoba s membránou
  - bez vestavby
  - s vestavbou (větší tlak 0,6 MPa)
  - u těchto expanzních nádob je vzduchový polštář oddělen od vody pružnou membránou
- expanzní nádoba s vakem – pro větší objemy a přetlaky – do 1 MPa
- expanzní nádoba s vakem a napojení na kompresor
- expanzní automaty – v noze nádoby, váha vyhodnotí obsah v nádobě a dá pokyn pro doplňování upravené vody (300 – 10 000 l)
- bezexpanzní doplňovací systémy – ovládáno manostaty, přepouštěcí ventil odvádí expandovanou vodu do zásobní nádrže odkud je doplňovacím čerpadlem doplňována zpět do soustavy.
- automatické expanzní nádoba Olymp – bezexpanzní systém, doplněn o automatické odlučování vzduchu (založeno na poklesu tlaku)